# Евсхимон
Евсхимон (греч. Εὐσχήμων; † до 843) — епископ Лампсакийский, почитается в лике исповедников. Память совершается в Православной церкви 14 (27) марта.
Согласно житию, Евсхимон с юности отличался добродетельной жизнью. Принял монашеский постриг и был поставлен епископом Лампсака в Малой Азии на берегу Дарданельского пролива. Проявил себя как защитник православного вероучения и претерпел изгнание за иконопочитание при императоре-иконоборце Феофиле (829—842). Умер в изгнании. Почитается как чудотворец, воскресил умершего младенца по просьбе матери.
О жизни Евсхимона сообщает Синаксарь Константинопольской церкви, Минологий Василия II, а также ему адресовано одно из писем Феодора Студита.